# Bandera del Territorio Antártico Británico
La bandera del Territorio Antártico Británico fue adoptada en el 21 de abril de 1998, teniendo un escudo que data de 1963, con la creación, administrativamente hablando, de este territorio también es reivindicado (una parte) por Chile (Territorio Chileno Antártico) y por Argentina (Antártida Argentina). Hasta ese año había dependido administrativamente de las Islas Malvinas (reclamadas por Argentina) y había utilizado su bandera.
Esta bandera es un Pabellón Blanco británico que incorpora, conforme a su esquema, la bandera del Reino Unido en el cantón. En la parte de más alejada del mástil figura el escudo del Territorio Antártico Británico. Esta bandera es izada en las bases de investigación británicas en la Antártica. Los buques de investigación usan la enseña azul (idéntica pero con fondo de color azul oscuro) con el escudo del territorio.
El Comisionado del Territorio Antártico Británico utiliza una bandera que es como la británica pero que incorpora, entre dos ramas de laurel, el escudo de este territorio.

## Galería

Bandera del Territorio Antártico Británico
Bandera del Pabellón gubernamental
Bandera del Comisionado